# 北村兼子
北村兼子（日语：／ Kitamura Kaneko，1903年11月26日—1931年7月26日），日本記者、作家及女權運動者。

## 生平概略
北村兼子是北村佳逸和北村勝野的第一個女兒。她生於大阪，曾就讀於梅田高等女學校（今 大阪府立大手前高等學校）、大阪外國語學校英語科（今 大阪大學外國語部）、关西大学法律科（她是該校首位女性學生）。1925年，她成為朝日新聞《婦人》雜誌的記者，為女權撰文與演講，發表多部隨筆集。
1927年，她自朝日新聞離職；隔年，她出席舉行於檀香山的汎太平洋婦人会議。1929年，她代表日本出席在柏林舉辦的万国婦人参政権大会，並於隨後參訪位於倫敦的勞動學校。1930年，她因演講而訪問台灣，之後遊歷了香港、中国等地；同年12月，她取得了立川日本飛行学校的入學許可，並於隔年4月完成単独飛行，7月6日取得飛行員執照，預定於8月14日啟程前往歐洲進行飛行訪問；但是，在成行之前，她突然腹膜炎發病，並於7月26日過世，年僅27歲。

## 著作
《ひげ》、《怪貞操》、《婦人記者廃業記》、《子は宝なりや》、《大空に飛ぶ》、《新台灣行進曲》等。

## 外部連結
- 北村兼子：不想当飞行员的记者不是好女人 - 唐辛子的日志 - 网易博客
- 北村兼子新臺灣行進曲-- - 樂多閱讀
- 北村兼子的臺灣行進——女權運動家旋風訪臺(第 1頁)-數位典藏與數位學習國家型科技計畫成果入口網 （页面存档备份，存于）

### 延伸閱讀

#### 中文資料
- 「台日異文化翻譯」計畫網站 （页面存档备份，存于）
- 中心到邊陲的重軌與分軌: 日本帝國與臺灣文學・文化研究, 第 2 卷，吳佩珍，國立臺灣大學出版中心，2012 （页面存档备份，存于）
- 北村兼子と『新台湾行進曲』--婦人参政権問題をめぐって，彭春陽，《淡江日本論叢》：頁121-148，2009  （页面存档备份，存于）

#### 日文資料
- 《台灣と日本》，大谷渡，東方出版(株) ，2008 （页面存档备份，存于）
- お嬢さん、空を飛ぶ: 草創期の飛行機を巡る物語，松村由利子，NTT出版，2013 （页面存档备份，存于）
- 《北村兼子―炎のジャーナリスト (おおさか人物評伝)》 ，大谷 渡，東方出版，1999。ISBN 4885916313；ISBN 978-4885916311。
- 《探花藝語》，萩野脩二，三恵社(株)，2009
- 北村兼子と台湾，大谷 渡，《文學論集》第55巻第3号，關西大學[永久]